# Хроніка Мотронинського монастиря
«Хроніка Мотронинського монастиря» — короткий козацький літопис, складений у Мотронинському монастирі біля Чигирина. Оригінал втрачений.

## Зміст
Охоплює історичні події від 1516 до 1749 року. На двох піваркушах рукописного тексту коротко занотовано історичні події 16—18 століття: про козацького гетьмана Предслава Лянцкоронського, козацько-селянські повстання, очолені Тарасом Федоровичем (1630), П. Павлюком і К. Скиданом (1637), Я. Острянином і Д. Гунею (1638); полтавське повстання проти І. Виговського, кероване М. Пушкарем (1657—1658); Дрижипільську битву і скинення з гетьманства І. Самойловича (1678).
Уривок, виписаний Пантелеймоном Кулішем, надруковано в книзі «Южнорусские летописи, открытые и изданные Н. Белозерским». — Т. І. — К. 1856. — С. 7.